# Понасов, Степан Николаевич
Степан Николаевич Понасов (25 сентября 1947 года, посёлок Пролетарский — 18 ноября 2019 года, Брянск) — российский государственный и политический деятель. Председатель Брянской областной Думы (1995—2000, 2001—2004). Депутат Брянской областной Думы I—VI созывов (1995—2019).

## Биография
Родился 25 сентября 1947 года в посёлке Пролетарский Брянского района. В 1972 году окончил Брянский политехникум, а в 1985 году — Брянский институт транспортного машиностроения по специальности «технология машиностроения, металлорежущие станки и инструменты». С 1963 по 1967 год работал на предприятиях города Брянска.
С 1974 по 1995 год работал в производственном объединении «Брянский машиностроительный завод» (БМЗ) слесарем, мастером, механиком, начальником цеха, секретарем парткома, заместителем главного инженера, начальником отдела охраны труда, экологии и природопользования.
Принял участие в работе XXVIII съезда КПСС, вошёл в подготовительный комитет по проведению первого съезда российских коммунистов. Был избран депутатом районного, городского Советов.
В 1990-1993 годах был депутатом Брянского областного Совета, был членом Малого совета областного Совета народных депутатов, вошёл в состав фракции «Трудовая Брянщина».
В декабре 1994 года на довыборах Степан Понасов был избран депутатом, затем первым заместителем председателя Брянской областной Думы первого созыва. В октябре 1995 года избран председателем Брянской областной Думы.
С января 1996 года — член Совета Федерации Федерального Собрания РФ по должности. До января 2000 года — член Комитета по вопросам социальной политики, с января по май 2000 года — член Комитета по вопросам безопасности и обороны, с мая 2000 года вновь в Комитете по вопросам социальной политики. В декабре 2000 года с изменением порядка формирования Совета Федерации Понасов покинул должность председателя областной думы и продолжил работу в обновлённом Сенате, однако в апреле 2001 года вернулся на должность председателя. Членом СФ от законодательной власти Брянской области стала Валентина Дёмина.
Степан Понасов возглавлял брянский областной комитет КПРФ и фракцию коммунистов в областной думе. Умер 18 ноября 2019 года в Брянске.